# Cachoeirinha
Cachoeirinha là một đô thị thuộc bang Pernambuco, Brasil. Đô thị này có diện tích 179,268 km², dân số năm 2007 là 17558 người, mật độ 97,94 người/km².